# Scopula subtaeniata
Scopula subtaeniata är en fjärilsart som beskrevs av Max Joseph Bastelberger 1908. Scopula subtaeniata ingår i släktet Scopula och familjen mätare. Inga underarter finns listade.